# Зволенское сражение
Зволенское сражение (венг. Zólyomi csata) — одно из первых сражений во время Освободительной войны 1703-1711 г.г. во главе с Ференцем Ракоци. 

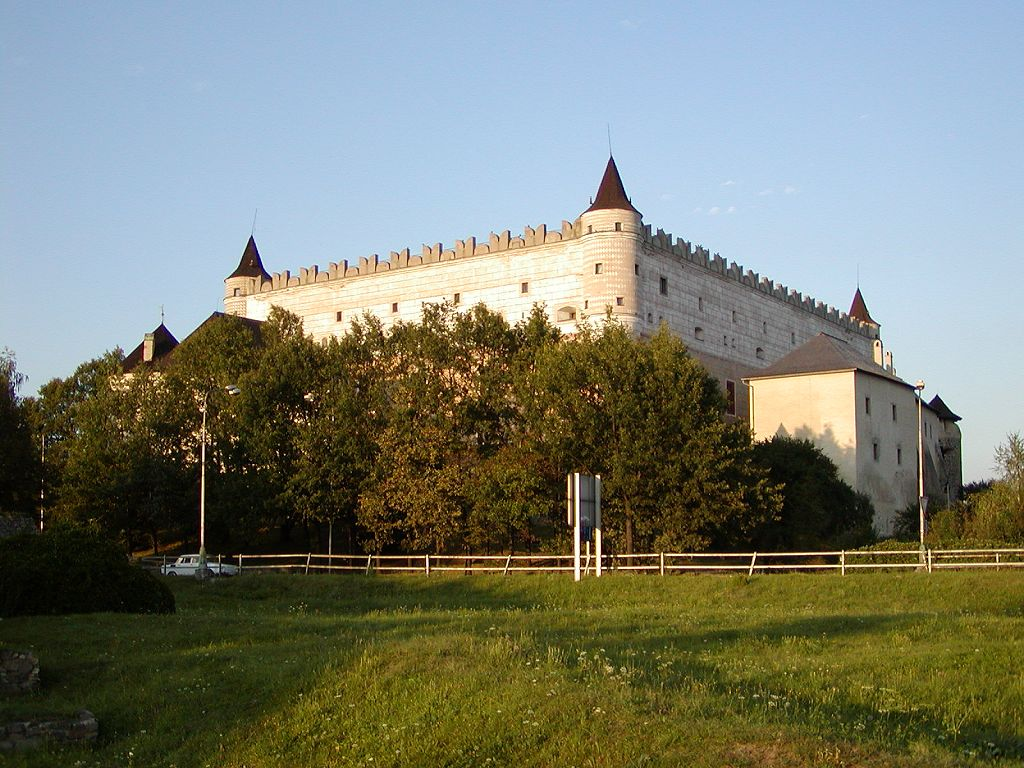
Зволенский замок сегодня.

В сентябре 1703 года кавалерийские отряды куруцев капитанов Ласло Очкая и Балаша Борбели почти беспрепятственно вторглись в район Левы и Зволена, но ничего не подозревающие повстанцы, обосновавшиеся здесь лагерем, в октябре были разбиты наемниками имперского генерала Шлика, который не остался здесь, а двинулся на Бестерцебанью во главе 6000 всадников и поручил оборону города и зволенского замка одному генералу графу Форгачу, который в то время еще был верен императору.
15 ноября Миклош Берчени, главнокомандующий «великого князя», появился на зволенской равнине с армией численностью около 15 000 человек. Против него на поле за городом выстроился отряд Шимона Форгача. В составе имперского отряда было два пехотных полка, несколько взводов сербских стрелков из Воеводины, венгерских роялистов и датских драгун. Форгач был недостаточно осведомлен о силе и боевых навыках куруцкой армии и сильно ее недооценил. 
Согласно хроникам того времени, перед сражением, по обычаю, восходящему к тюркским временам, схватились друг с другом два воина противоборствующих сторон. Ласло Очкай, известный как «Молния Ракоци», вступил в поединок со старым бойцом Яношем Боттяном. После схватки на копьях и саблях оба были ранены в результате пистолетных выстрелов. После романтической дуэли между 2 и 3 часами дня началось само сражение, в результате которого отряд Форгача был оттеснен обратно в Зволен.
Куруцы преследовали отступающего противника за городскими воротами, но не смогли проникнуть в Зволенский замок, потому что регулярная императорская кавалерия преградила путь. Хотя Зволен был взят, но победа куруцев не стала полной. Не хватало лидерства и дисциплины. Повстанцы сражались беспорядочно, кавалерия шла впереди пехоты, хотя пехота лучше подходила для схватки, бушевавшей на городских улицах между домами.
Остатки имперских сил заперлись в замке, откуда в ту же ночь тайно сбежал граф Форгач. Оборона замка легла на раненого Боттяна, который через три недели, 7 декабря, сдал его в обмен на свободный выход.
Флаг повстанцев развевался на стенах замка до октября 1708 года, когда куруцы, вынужденные все больше и больше отступать после проигранного сражения при Тренчине, эвакуировали шахтерские города и Зволен.